# Karl Escherich

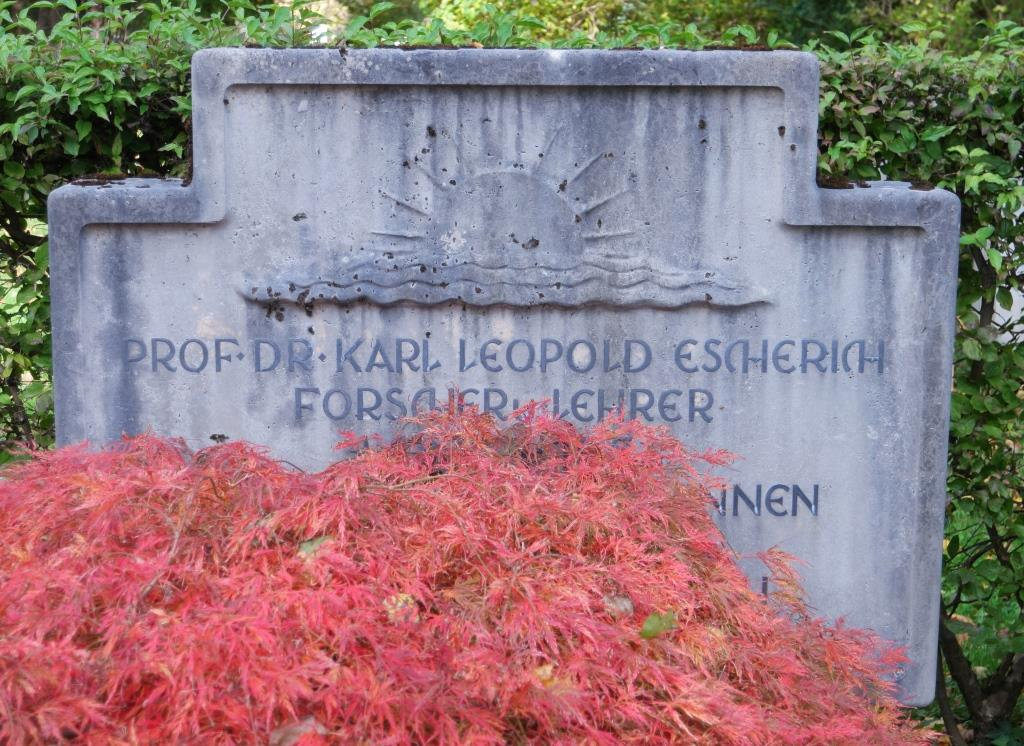
Grab von Karl Leopold Escherich auf dem Westfriedhof in München

Karl Leopold Escherich (* 18. September 1871 in Schwandorf; † 22. November 1951 in Kreuth, Oberbayern) war ein deutscher Forstwissenschaftler und Entomologe. Er lehrte ab 1914 als Professor für angewandte Zoologie an der Ludwig-Maximilians-Universität München. Als frühes Mitglied der NSDAP nahm Escherich 1923 am Hitlerputsch teil. Nach der Machtübernahme der Nationalsozialisten war er von 1933 bis 1935 Rektor der Münchner Universität.

## Leben
Escherich war der Sohn des Tonwarenfabrikanten Hermann Nikolaus Escherich und der Katharina von Stengel und der jüngere Bruder des späteren Forstmanns und Politikers Georg Escherich.
Er studierte seit 1892 Medizin in München und Würzburg und promovierte 1893 über die männlichen Genitalsysteme von Käfern zum Dr. med. Nach einem anschließenden Studium der Zoologie promovierte Escherich 1896 außerdem auch zum Dr. phil. Während einer zweijährigen Assistenzzeit in Karlsruhe spezialisierte er sich unter Otto Nüsslin (1850–1915) auf das Gebiet der Forstzoologie. Nachdem er sich 1901 in Straßburg habilitiert hatte, erhielt er 1907 einen Ruf auf den Lehrstuhl für Forstzoologie in Tharandt, der seit dem Tode von Hinrich Nitsche (1845–1902) verwaist war. 1914 wechselte er auf den Lehrstuhl für angewandte Zoologie der Ludwig-Maximilians-Universität München und trat dort die Nachfolge von August Pauly (1850–1914) an. Im Jahr 1917 wurde er zum Mitglied der Leopoldina gewählt. Von Oktober 1933 bis Oktober 1935 war er in der Nachfolge Leo von Zumbuschs Rektor der Universität München. 1936 wurde Escherich emeritiert.
Nach seiner Reise in die USA im Jahre 1911 fasste er den Plan, die angewandte Entomologie in Deutschland nach amerikanischem Vorbild neu zu gestalten. 1913 wirkte er unter anderem als Initiator und Mitbegründer der Deutschen Gesellschaft für angewandte Entomologie.
Karl Escherich gehörte zu den wenigen Forstakademikern, die sich an der frühen Hitlerbewegung der Inflationszeit beteiligten. Bereits 1921 trat er der NSDAP bei und nahm 1923 auch am Hitlerputsch teil. 1924 beteiligte er sich zwar noch im Auto am Wahlkampf für den „Völkischen Block“, trat der im Februar 1925 nach ihrem Verbot reorganisierten NSDAP aber nicht wieder bei. Nach der Machtübernahme der Nationalsozialisten ernannte das Bayerische Kultusministerium am 15. Oktober 1933 Escherich zum Rektor der Universität München. Er war damit der erste nicht mehr von den Fakultäten gewählte, sondern vom Staat eingesetzte Leiter der Universität. Im NS-Staat galt er als „ein zutiefst national eingestellter Mann und alter Verehrer Hitlers“, aus Sicht der Universität konnte er als Vermittler gegenüber den neuen Machthabern gewisse traditionelle Eigenbereiche bewahren. 

In seinen Rektoratsreden (25. November 1933 und 30. Januar 1935) begrüßte Escherich als Biologe begeistert den Nationalsozialismus: 

„Das deutsche Volk ist gegenwärtig in einem solchen Heilungsprozeß begriffen. Die Grundideen des Nationalsozialismus, nach welcher die Heilung durchgeführt werden soll, ist durch und durch biologisch. Der Nationalsozialismus ist gewissermaßen der biologische Wille des deutschen Volkes, nach einem unhaltbaren Lebenszustand, der nur von einer schweren Erschöpfung aller Lebenskräfte seinen Ausgang nehmen konnte, in den lebensfähigen zu finden.“

 Seine erste Rektoratsrede hatte er damit begonnen, dass ihm die Aufgabe gestellt sei, „die Universität in den neuen Geist des nationalsozialistischen Staates überzuführen“ (S. 5). Der Entomologe Escherich schildert im Hauptteil seiner Rede das Termitenvolk und kommt zu dem Schluss, der Termitenstaat sei als ein „Totalstaat reinster Prägung“ zu sehen, der „das oberste Gesetz des N[sic]ationalsozialistischen Staates 'Gemeinnutz geht vor Eigennutz'“ in letzter Konsequenz verwirklicht habe (S. 14). Um dem Individuellen Raum zu geben, anders als im „Termitenwahn“ des Bolschewismus, um zu einem einigermaßen sicher funktionierenden Totalstaat" zu gelangen, sei „nicht Unterdrückung des Individuums, sondern Erhöhung des Individuums durch Erziehung zur staatlichen Persönlichkeit“ zu fordern, „oder wie man heute zu sagen pflegt“, Erziehung „zum politischen Menschen, der sich freiwillig in die Gemeinschaft einordnet“ (S. 19). Nach einem Bekenntnis zur „politischen Hochschule“ legt er „ein politisches Glaubensbekenntnis“ ab: 

„Ich glaube nicht an den Untergang unserer weißen Rasse in ihrer Gesamtheit. Wenn ich in die Augen unserer Jugend sehe, aus denen die Entschlossenheit leuchtet zum Kampf und Sieg, so kann ich nicht an ein untergehendes Volk denken […] daß das, was wir jetzt erleben, nicht der Anfang vom Ende, sondern der Beginn eines neuen Aufstiegs ist. (S. 23)“

 Den Studenten gibt er auf den Weg, eine führende Rolle im „Anpassungskampf“ zwischen den jugendlichen Völkern und den „alten, greisenhaften Völkern“ zu spielen (S. 24/25).
Für seine Forschungsleistungen erhielt Karl Escherich 1943 die Goethe-Medaille für Kunst und Wissenschaft. Unter dem Titel Leben und Forschen. Kampf um eine Wissenschaft legte er 1944 seine Autobiografie vor. Seine Autobiografie ist frei von Anbiederung an den NS-Staat und frei von nationalsozialistischem Jargon. Sie ist eine Schilderung seiner akademischen Karriere – ganz der Insektenforscher. Im Rückblick auf seine beiden Rektoratsreden zeigt er sich als ein konsequenter Verfechter einer biologischen Sichtweise von Natur und Gesellschaft und der Unterscheidung von „minderwertigem“ und „hochwertigem“ Leben verpflichtet; beide Sichtweisen waren für die Nationalsozialisten, allerdings in radikaler Weise, typisch. Hatte er noch in seiner ersten Rektoratsrede von einer „Sendung“ der Studenten gesprochen, zu der „Sie sich auf der Hochschule die geistigen Waffen verschaffen“, so erfährt man in der Autobiografie nichts Derartiges. Man kann  das Verschweigen seiner (anfänglichen?) Begeisterung und sein Unterlassen, sich des damals üblichen nationalsozialistischen Vokabulars zu bedienen, als Zeichen einer Distanzierung im Jahr 1944 ansehen.
Zur Erinnerung an ihren Initiator verleiht die Deutsche Gesellschaft für allgemeine und angewandte Entomologie die Escherich-Medaille für herausragende Leistungen auf dem Gebiet der Entomologie.

## Schriften (Auswahl)
- Anatomische Studien über das männliche Genitalsystem der Coleopteren, Engelmann, Leipzig 1894, OCLC 774378598 (Dissertation Universität Würzburg 1894, 23 Seiten; gedruckt in: Zeitschrift für wissenschaftliche Zoologie, Band 57, Heft 4, Leipzig 1894).
- Zur Anatomie und Biologie von Paussus turcicus Friv., zugleich ein Beitrag zur Kenntniss der Myrmecophilie. G. Fischer, Jena 1898, OCLC 31844999 (Habilitationsschrift zur Erlangung der venia legendi für die zoologischen Wissenschaften an der Technischen Hochschule Karlsruhe, 46 Seiten).
- Über die Bildung der Keimblätter bei den Musciden, in: Nova Acta Academiae Caesarea Leopoldino Carolinae Germanicae Naturae Curiosorum Kaiserlich-Leopoldinisch-Carolinische Deutsche Akademie der Naturforscher, 1757, 77,4; Engelmann, Leipzig 1900, OCLC 247725045.
- Das System der Lepismatiden, Zoologica (Band 18, Heft 43), Stuttgart 1904.
- Die Ameise. Schilderung ihrer Lebensweise, Braunschweig 1906; 2. verbesserte und vermehrte Auflage, Braunschweig 1917.
- Eine Ferienreise nach Erythrea. Skizzen eines Naturforschers, Leipzig 1908.
- Die Termiten oder weißen Ameisen. Eine biologische Studie, Leipzig 1909.
- Termitenleben auf Ceylon. Neue Studien zur Soziologie der Tiere; zugleich ein Kapitel kolonialer Forstentomologie, Jena 1911.
- Die angewandte Entomologie in den Vereinigten Staaten. Eine Einführung in die biologische Bekämpfungsmethode. Zugleich mit Vorschlägen zu einer Reform der Entomologie in Deutschland, Berlin 1913.
- Die Maikäferbekämpfung im Bienwald (Rheinpfalz). Ein Musterbeispiel technischer Schädlingsbekämpfung, Flugschriften der Deutschen Gesellschaft für angewandte Entomologie (Nr. 3), aus: Zeitschrift für angewandte Entomologie (Band 3, Heft 1), Berlin 1916.
- Forstentomologische Streifzüge im Urwald von Bialowies, in: Bialowies in deutscher Verwaltung (Heft 2), Berlin 1917.
- Die Bekämpfung schädlicher Insekten, eine volkshygienische und volkswirtschaftliche Notwendigkeit, Frankfurt am Main 1919.
- Neuzeitliche Bekämpfung tierischer Schädlinge. Rückblike und Ausblicke, (Vortrag), aus: Die Naturwissenschaften (1926), Berlin 1927.
- Die Flugzeugbestäubung gegen Forstschädlinge, Flugschriften der Deutschen Gesellschaft für angewandte Entomologie (Nr. 12), Berlin 1929.
- Termitenwahn. Rede, gehalten beim Antritt des Rektorats der Ludwig-Maximilians-Universität am 25. November 1933, München 1934.
- Biologisches Gleichgewicht. Rede, gehalten am 30. Januar 1935 in der Aula der Ludwig-Maximilians-Universität. Eine zweite Münchener Rektoratsrede über die Erziehung zum politischen Menschen, München 1935.
- Die Erforschung der Waldverderber. 3 Jahrzehnte im Kampf gegen Forstschädlinge. Rückblick und Ausblick, Berlin 1936.
- Leben und Forschen. Kampf um eine Wissenschaft, Berlin 1944 (2. Auflage, Stuttgart 1949).

Hauptwerk Escherichs war jedoch die Neubearbeitung und wesentliche Erweiterung des von Johann Friedrich Judeich und Heinrich Nietsche begründeten Lehr- und Handbuchs Die Forstinsekten Mitteleuropas (5 Bände, Berlin 1914–1942). Daneben war Escherich Begründer und Herausgeber der Zeitschrift für angewandte Entomologie (Berlin 1914 ff; später unter dem Titel Journal of applied entomology fortgeführt).